# PCI Express

Przykład loga PCI Express

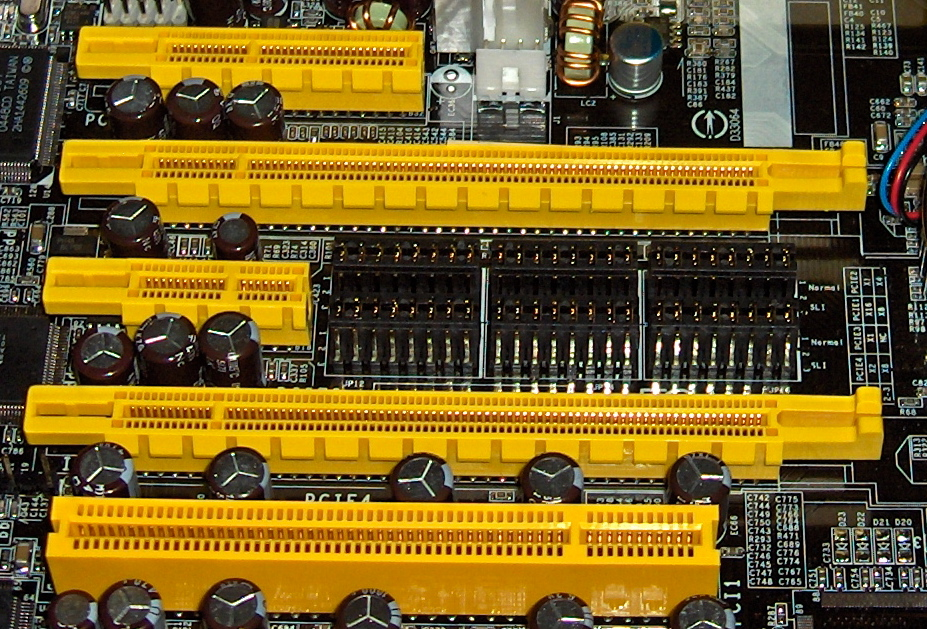
Gniazda PCIe od góry: ×4, ×16, ×1 i ×16 w porównaniu ze złączem PCI (na dole)

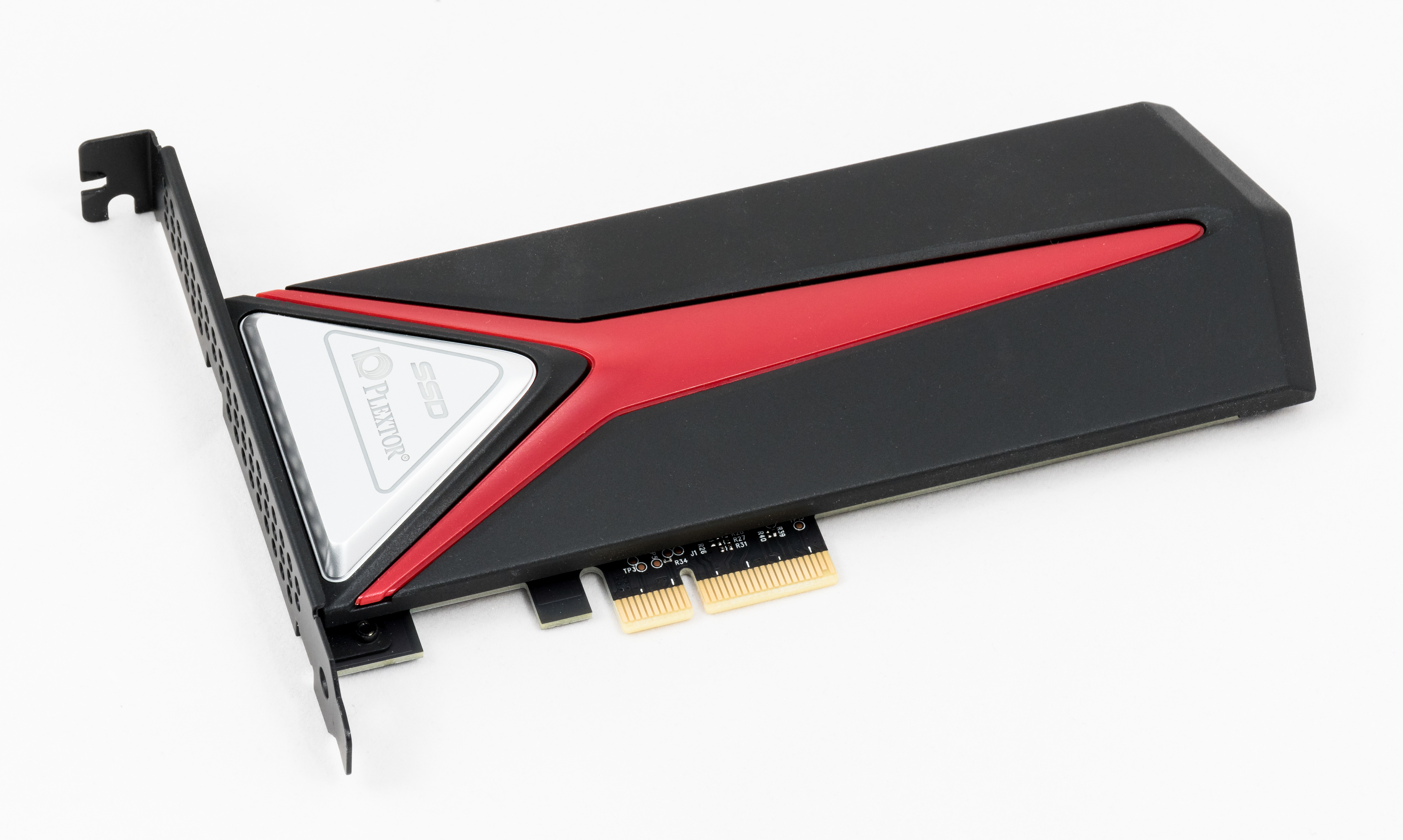
Dysk SSD Plextor M8Pe(Y) z interfejsem PCIe

PCI Express (ang. Peripheral Component Interconnect Express, oficjalny skrót PCIe) – połączenie Point-to-Point (podobnie jak HyperTransport) pozwalające na przesyłanie danych z dużą prędkością, instalację kart rozszerzeń na płycie głównej. Zastąpiło ono magistrale PCI oraz AGP. Istnieje możliwość wyprowadzenia interfejsu PCIe na zewnątrz, co zostało zastosowane m.in. w komputerach IBM 2827 EC12.
Standard został opracowany przez firmy Compaq, Dell, Hewlett-Packard, IBM, Intel i Microsoft.

## Porównanie z PCI
Formalnie PCI-Express ze względu na topologię Point-to-Point nie jest magistralą i jest niekompatybilne ze „zwykłym” PCI. Konstrukcja taka jednak eliminuje konieczność dzielenia pasma pomiędzy kilka urządzeń – każde urządzenie PCI-Express jest połączone bezpośrednio z samym kontrolerem. Sygnał przekazywany jest szeregowo w pełnym dupleksie za pomocą dwóch linii, po jednej w każdym kierunku, przy czym każda z nich tworzona jest przez parę przewodów. W zależności od konstrukcji danego urządzenia, możliwe jest używanie wielu takich linii (ang. lanes) jednocześnie.

## Porównanie z AGP
W nowych płytach głównych gniazda x16 montuje się zwykle w miejscu, w którym w starych modelach znajdowały się gniazda AGP – większość chipsetów z kontrolerem PCI Express nie zawiera kontrolera AGP, tak więc najczęściej obecność PCIe eliminuje możliwość użycia kart graficznych ze złączem AGP.
Przykładami chipsetów obsługujących zarówno AGP, jak i PCIe są: Via PT880 Pro dla procesorów Intela i ULi M1695 + ULI M1567 dla procesorów AMD.

## Warianty

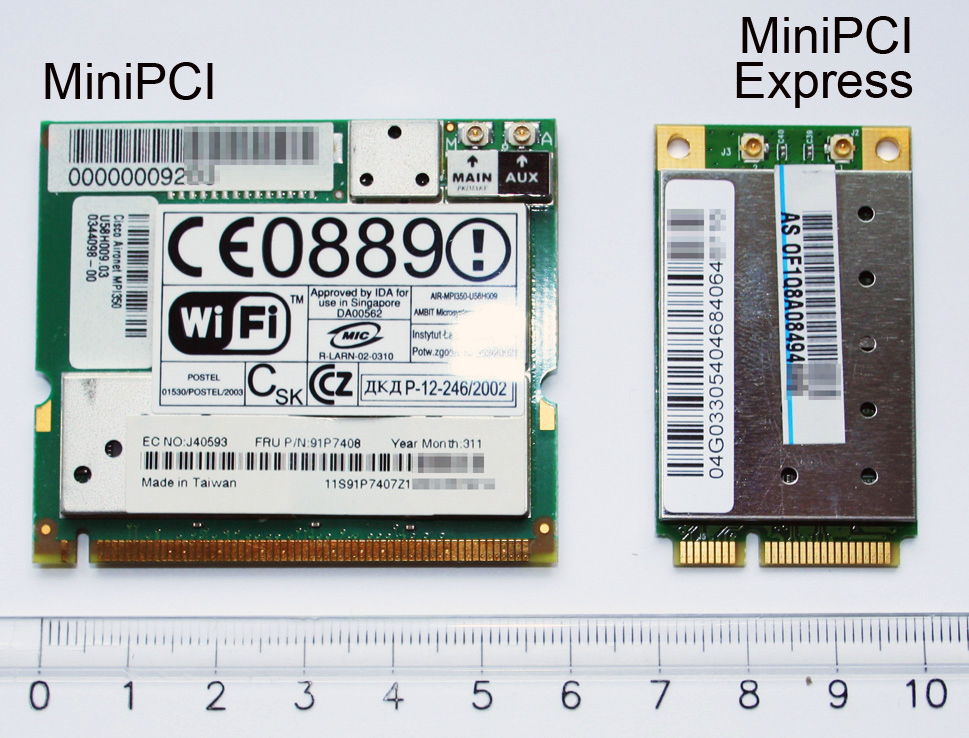
Porównanie kart na miniPCI i miniPCIe

Istnieje kilka wariantów łącza PCI Express – z 1, 2, 4, 8 lub 16 liniami (ang. lanes). Wraz ze zwiększaniem się liczby dostępnych linii wzrasta rzeczywista długość złącza (ang. slot), a poprzez wspólną część początkową i dodawanie nowych linii na końcu złącza, jego konstrukcja umożliwia działanie kart wolniejszych (z mniejszą liczbą linii) niż te, które maksymalnie obsługuje gniazdo. Sytuacja odwrotna, czyli montaż karty przygotowanej na obsługę większej liczby linii w gnieździe o mniejszej ich liczbie, może nie być możliwa ze względu na ograniczenie przepustowości albo też może wymagać fizycznej modyfikacji karty lub złącza. Gniazdo x1 ma 18 pinów z każdej strony, gniazdo x4 – 32, gniazdo x8 – 49, zaś gniazdo x16 – 82 piny z każdej ze stron.
Specyfikacja PCIe określa również karty o mniejszych rozmiarach, takie jak:
- ExpressCard (następca PCMCIA),
- Mini PCI Express(inne języki) (następca Mini PCI),
- AdvancedTCA (następca CompactPCI).

## Zasilanie
Dla napięcia 3,3 V wszystkie karty PCIe mogą w sumie pobierać prąd nie większy niż 3 A, czyli moc do 9,9 W. Natomiast dla napięcia 12 V maksymalna moc, jaką może uzyskać karta z gniazda PCI Express, zależy od jej typu:
- dla kart x1 prąd do 0,5 A, czyli moc do 6 W, a łącznie do 10 W;
- dla kart x4 i szerszych prąd do 2,1 A, czyli moc do 25 W, łącznie także do 25 W;
- dla pełnowymiarowych kart x1 moc do 25 W uzyskiwana po inicjalizacji i konfiguracji programowej jako tzw. „urządzenie wysokiej mocy”;
- dla pełnowymiarowych kart graficznych x16 prąd do 5,5 A, czyli moc do 66 W, a łącznie do 75 W uzyskiwana po inicjalizacji i konfiguracji programowej jako tzw. „urządzenie wysokiej mocy”.

Jeśli karta do prawidłowej pracy wymaga większej mocy, musi ona zostać dostarczona z zasilacza dodatkowym przewodem. Standardowo jest to przewód 6- lub 8-żyłowy albo ich połączenie (6+2). Dzięki takiej konfiguracji karta może pobrać maksymalnie moc 300 W: 75 W z gniazda PCIe, kolejne 75 W przez przewód 6-żyłowy oraz 150 W przez 8-żyłowy.
Istnieją również karty, które mają dwa przewody zasilające 8-żyłowe, lecz nie jest to objęte standardem, więc takie karty nie mogą używać oficjalnego logo PCI Express. Taka konfiguracja pozwala na dostarczenie do karty nawet 375 W mocy: 75 W z gniazda PCIe i 2× 150 W z 8-żyłowych przewodów. Jednak należy przy tym zwrócić uwagę na możliwość pomylenia 8-żyłowego złącza PCI Express ze złączem EPS12V służącym do zasilania wielordzeniowych mikroprocesorów.

## Przepustowość

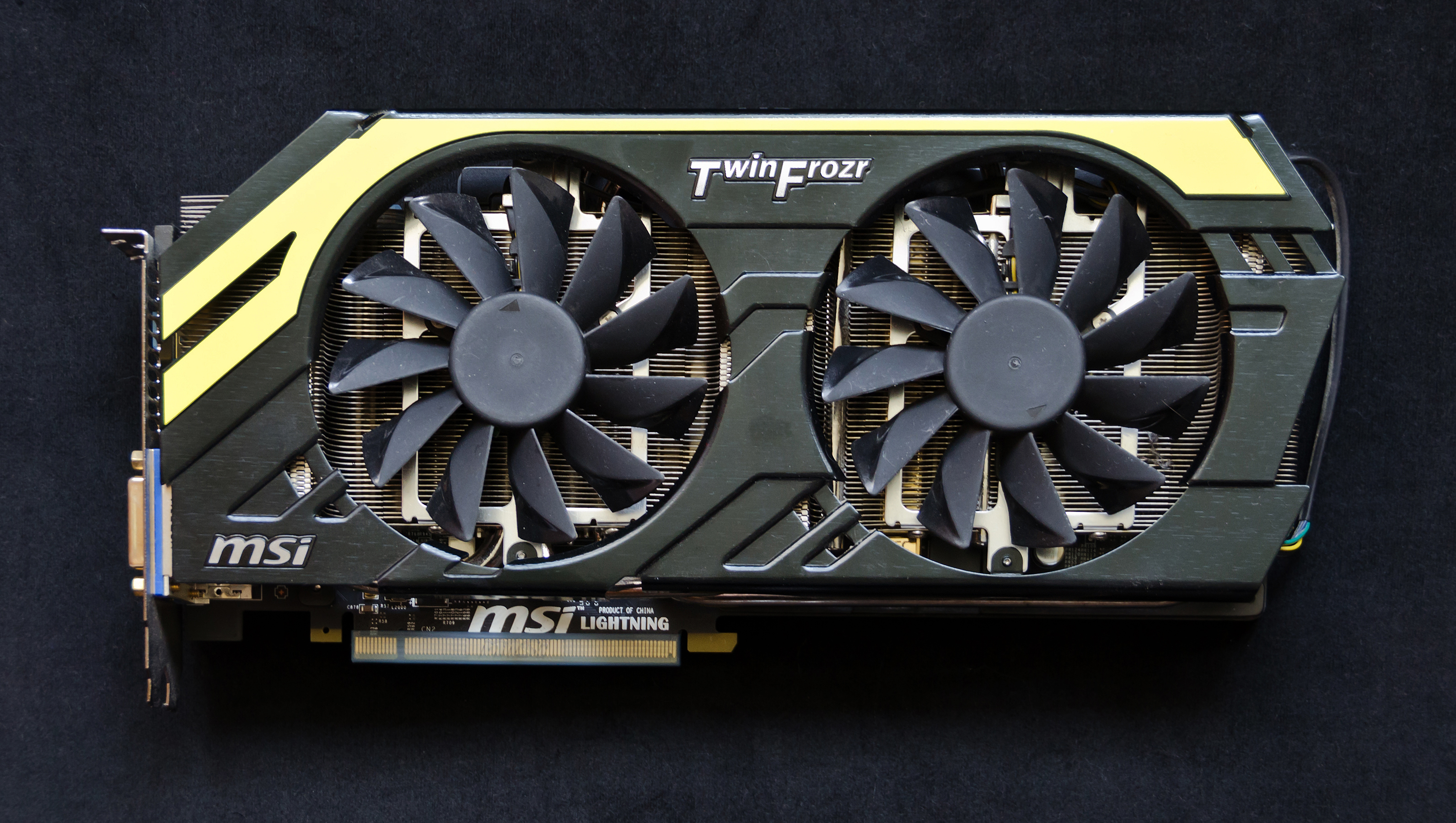
Karta graficzna przystosowana do pracy w porcie PCIe x16

Przykładowo w wersji 2.0 łącza PCIe częstotliwość taktowania wynosi 5 GHz, a protokół transmisji wprowadza dwa dodatkowe bity korekcji błędów, do każdych ośmiu bitów danych (kodowanie 8b/10b). Wynika z tego, że przepustowość jednej linii wynosi 500 MB/s. W związku z tym, że urządzenia mogą jednocześnie przekazywać sygnały w obu kierunkach (full-duplex), można założyć takie wykorzystanie złącza, że transfer będzie sięgał 1 GB/s. Kolejne wersje PCI Express zwykle mają dwa razy większą przepustowość od poprzednich, co widać w poniższej tabeli:
| Wersja     | Kodowanie            | Przepustowość | Transfer Danych | Transfer Danych |
| Wersja     | Kodowanie            | Przepustowość | ×1              | ×16             |
| ---------- | -------------------- | ------------- | --------------- | --------------- |
| 1.0b / 1.1 | 8b/10b               | 2,5 GT/s      | 250 MB/s        | 4000 MB/s       |
| 2.0 / 2.1  | 8b/10b               | 5 GT/s        | 500 MB/s        | 8000 MB/s       |
| 3.0 / 3.1  | 128b/130b            | 8 GT/s        | 984,6 MB/s      | 15 753,6 MB/s   |
| 4.0        | 128b/130b            | 16 GT/s       | 1969 MB/s       | 31 504 MB/s     |
| 5.0        | 128b/130b            | 32 GT/s       | 3938 MB/s       | 63 008 MB/s     |
| 6.0        | 242B/256B PAM-4 FLIT | 64 GT/s       | 7746 MB/s       | 123 904 MB/s    |

## Thunderbolt
23 września 2009 Intel zaprezentował Thunderbolt, będący zintegrowanym ze złączem DisplayPort interfejsem PCIe x4. Pierwsze komputery z tą technologią pojawiły się w sprzedaży na początku 2011 roku. Wersje 1 i 2 korzystają z fizycznego złącza miniDP, wersja 3 i 4 korzystają z fizycznego złącza USB-C.
| Wersja        | PCIe   | Przepustowość         |
| ------------- | ------ | --------------------- |
| Thunderbolt 1 | x4 2.0 | 10 Gbit/s (1,25 GB/s) |
| Thunderbolt 2 | x4 2.0 | 16 Gbit/s (2 GB/s)    |
| Thunderbolt 3 | x4 3.0 | 22 Gbit/s (2,75 GB/s) |
| Thunderbolt 4 |        | 40 Gbit/s (5 GB/s)    |

## Historia magistrali
- 1.0 – premiera 2004 (zaprezentowana przez firmę Intel).
- 2.0 – premiera 15 stycznia 2007.
- 3.0 – dla podstawki Intel LGA 2011 oraz LGA 1155 z procesorami Ivy Bridge.
- 4.0 – oficjalnie ogłoszona 8 czerwca 2017 przez PCI-SIG(inne języki)[6] Dostępna dla podstawki AM4 z chipsetem x570 z procesorami AMD Ryzen 3000.
- 5.0 – 29 maja 2019 – firma PCI-SIG oficjalnie ogłosiła wydanie finalnej specyfikacji PCI-Express 5.0[7].
- 6.0 – 18 czerwca 2019 – PCI-SIG ogłosiło początek prac nad nową specyfikacją[8].
- 6.0 – 6 października 2021 – wydano specyfikację PCI Express 6.0 w wersji 0.9 (wstępnej)[9].
- 6.0 – 11 stycznia 2022 – firma PCI-SIG oficjalnie ogłosiła wydanie końcowej specyfikacji PCI-Express 6.0[10][11].
- 7.0 – 21 czerwca 2022 – PCI-SIG ogłosiło początek prac nad specyfikacją PCI Express 7.0.[12] Specyfikacja ma zostać sfinalizowana w 2025 roku.